# 曾布雷亞斯卡鄉
44°19′N 24°59′E / 44.317°N 24.983°E
曾布雷亞斯卡鄉（羅馬尼亞語：Comuna Zâmbreasca, Teleorman），是羅馬尼亞的鄉份，位於該國南部，由特列奧爾曼縣負責管轄，面積38平方公里，海拔高度133米，2007年人口1,730，人口密度每平方公里45人。